# حجر غليان

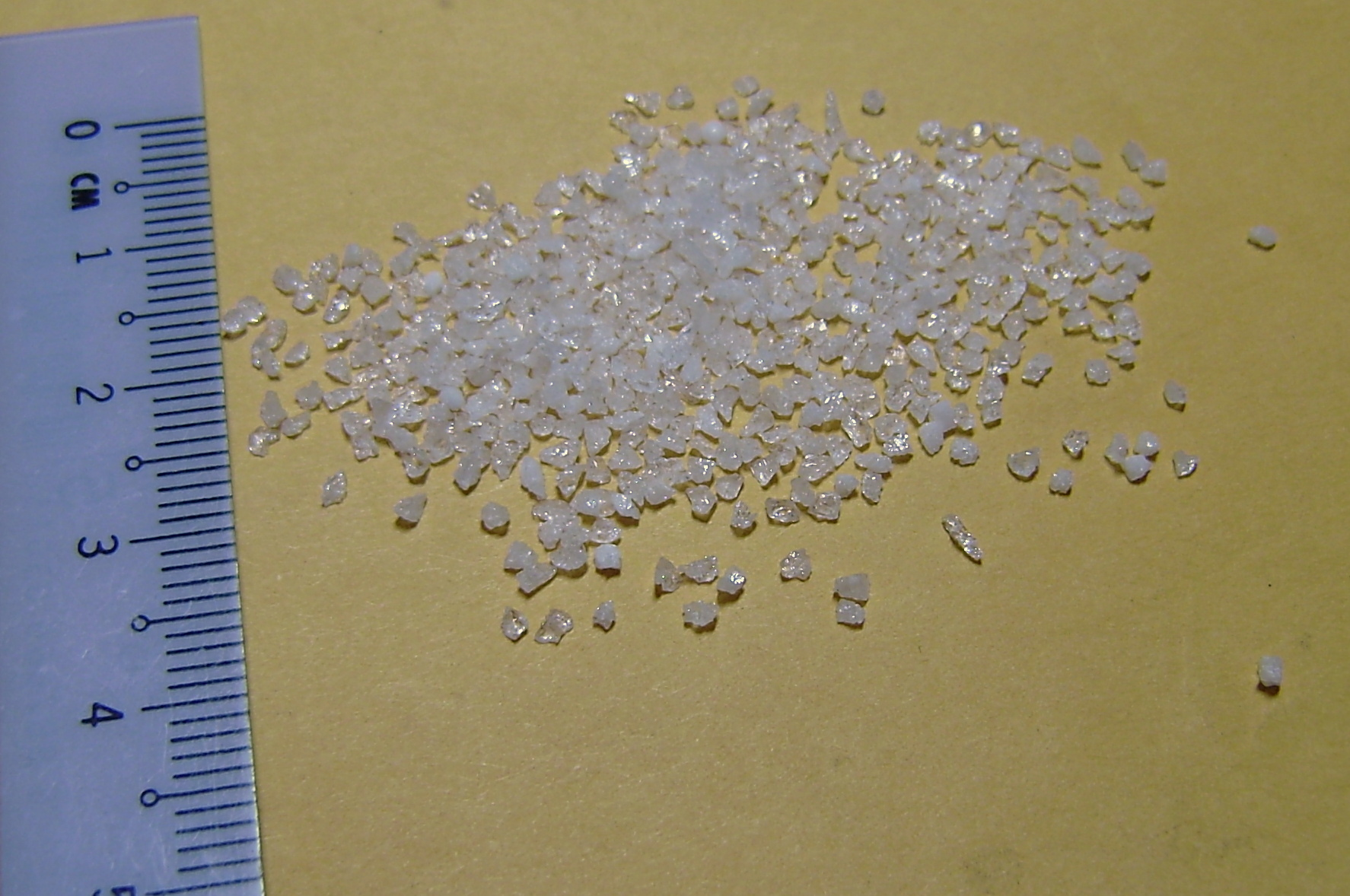

حجر الغليان حبيبات تضاف للسائل لتنظم غليانه فتتوزع الحرارة على السائل كله ويمتص حدة الفوران فيمنع الانفجار.